# サンシュ・ギヨーム (ガスコーニュ公)
サンシュ・ギヨーム（フランス語：Sanche Guillaume, 1032年10月4日没）、サンシュ6世（Sanche VI）またはサンチョ6世・ギリェルモ（スペイン語：Sancho VI Guillermo）は、ガスコーニュ公（在位：1009年 - 1032年）。その治世の間に、スペインとガスコーニュの関係が刷新された。

## 生涯
サンシュ・ギヨームはガスコーニュ公ギヨーム・サンシュとユラカ・ド・ナヴァールの息子で、ナバラ王サンチョ3世の親族にあたり、その生涯の一時期をナバラ宮廷で過ごした。また、サンシュ・ギヨームはレコンキスタに参加した。サンシュ・ギヨームはガスコーニュ公領をナバラの宗主下に置いた可能性もある。1010年、サンシュ・ギヨームはナバラ王サンチョ3世、フランス王ロベール2世、アキテーヌ公ギヨーム5世とともに、サン＝ジャン＝ダンジェリを訪れている。サンシュ・ギヨームはフランス王に臣下の礼を取ったことはなかった。
1027年、ブライにおいてサンシュ・ギヨームはアキテーヌ公ギヨーム5世と面会し、両者はサンシュ・ギヨームの治世の間にガスコーニュの首都となったボルドーの大司教として、フランク人のジョフロワを選んだ。サンシュ・ギヨームは実妹ブリスクを妃と死別していたギヨーム5世と結婚させた。1032年にサンシュ・ギヨームが男子なく死去した後、ブリスクとギヨーム5世の子ウードがガスコーニュ公位を継承した。